# Karate ai XVI Giochi panamericani
Il karate ai XVI Giochi panamericani si è svolto al Gimnasio San Rafael di Guadalajara, in Messico, dal 27 al 29 ottobre 2011. Tutte le competizioni si sono svolte secondo la disciplina kumite. Fra le dieci categorie totali (cinque maschili e cinque femminili) ben 8 nazioni diverse hanno vinto almeno una medaglia d'oro; sintomo dell'assenza di un dominatore assoluto nella competizione è anche dato dal fatto che per piazzarsi in testa al medagliere finale, alla Repubblica Dominicana siano bastati soltanto 2 ori e 3 argenti.

## Calendario
Tutti gli orari secondo il Central Standard Time (UTC-6).
| Giorno    | Data           | Inizio | Fine  | Evento                                  | Fase        |
| --------- | -------------- | ------ | ----- | --------------------------------------- | ----------- |
| Giorno 14 | Gio 27 ottobre | 10:00  | 14:30 | +84 kg Uomini; +68 kg Donne             | Preliminari |
| Giorno 14 | Gio 27 ottobre | 16:00  | 17:20 | +84 kg Uomini; +68 kg Donne             | Semifinali  |
| Giorno 14 | Gio 27 ottobre | 17:25  | 17:55 | +84 kg Uomini; +68 kg Donne             | Finali      |
| Giorno 15 | Ven 28 ottobre | 10:00  | 14:30 | 60 kg, 84 kg Uomini; 50 kg, 68 kg Donne | Preliminari |
| Giorno 15 | Ven 28 ottobre | 16:00  | 17:20 | 60 kg, 84 kg Uomini; 50 kg, 68 kg Donne | Semifinali  |
| Giorno 15 | Ven 28 ottobre | 17:25  | 18:30 | 60 kg, 84 kg Uomini; 50 kg, 68 kg Donne | Finali      |
| Giorno 16 | Sab 29 ottobre | 10:00  | 14:30 | 67 kg, 75 kg Uomini; 55 kg, 61 kg Donne | Preliminari |
| Giorno 16 | Sab 29 ottobre | 16:00  | 17:20 | 67 kg, 75 kg Uomini; 55 kg, 61 kg Donne | Semifinali  |
| Giorno 16 | Sab 29 ottobre | 17:25  | 18:30 | 67 kg, 75 kg Uomini; 55 kg, 61 kg Donne | Finali      |

## Risultati

### Uomini
| Evento | Oro              | Argento         | Bronzo                           |
| 60 kg  | Andrés Rendón    | Norberto Sosa   | Douglas Brose Miguel Soffia      |
| 67 kg  | Daniel Viveros   | Dennis Novo     | Daniel Carrillo Jean Peña        |
| 75 kg  | Dionisio Gustavo | Thomas Scott    | Lester Zamora David Dubbo        |
| 84 kg  | César Herrera    | Jorge Pérez     | Homero Morales Sorin Alexandru   |
| +84 kg | Ángel Aponte     | Alberto Ramírez | Wellington Barbosa Shaun Dhillon |

### Donne
| Evento | Oro               | Argento           | Bronzo                           |
| 50 kg  | Ana Villanueva    | Gabriela Bruna    | Jessica Candido Cheili González  |
| 55 kg  | Shannon Nishi     | Karina Díaz       | Valeria Kumizaki Jessy Reyes     |
| 61 kg  | Bertha Gutiérrez  | Alexandra Grande  | Daniela Suárez Marisca Verspaget |
| 68 kg  | Lucelia Ribeiro   | Yadira Lira       | Yoly Guillén Yoandra Moreno      |
| +68 kg | María Castellanos | Xunashi Caballero | Olivia Grant Claudia Vera        |

## Medagliere
| Posizione | Nazione          | Oro | Argento | Bronzo | Totale |
| --------- | ---------------- | --- | ------- | ------ | ------ |
| 1         | Rep. Dominicana  | 2   | 3       | 0      | 5      |
| 2         | Venezuela        | 2   | 0       | 3      | 5      |
| 3         | Messico          | 1   | 3       | 2      | 6      |
| 4         | Stati Uniti      | 1   | 1       | 0      | 2      |
| 5         | Brasile          | 1   | 0       | 4      | 5      |
| 6         | Guatemala        | 1   | 0       | 1      | 2      |
| 7         | Colombia         | 1   | 0       | 0      | 1      |
| 7         | Ecuador          | 1   | 0       | 0      | 1      |
| 9         | Cile             | 0   | 1       | 4      | 5      |
| 10        | Cuba             | 0   | 1       | 2      | 3      |
| 11        | Perù             | 0   | 1       | 0      | 1      |
| 12        | Canada           | 0   | 0       | 3      | 3      |
| 13        | Antille Olandesi | 0   | 0       | 1      | 1      |
| Totale    | Totale           | 10  | 10      | 20     | 40     |